# Велинова, Искра
Искра Велинова (болг. Искра Велинова; род. 18 августа 1953, София) — болгарская гребчиха, выступавшая за сборную Болгарии по академической гребле в 1970-х и 1980-х годах. Серебряная призёрка летних Олимпийских игр в Москве, обладательница бронзовой и двух серебряных медалей чемпионатов мира, победительница и призёрка регат национального значения.

## Биография
Искра Велинова родилась 18 августа 1953 года в Софии, Болгария.
Первого серьёзного успеха на взрослом международном уровне добилась в сезоне 1975 года когда вошла в основной состав болгарской национальной сборной и побывала на чемпионате мира в Ноттингеме, откуда привезла награду серебряного достоинства, выигранную в зачёте парных рулевых четвёрок — в финале пропустила вперёд только экипаж из ГДР.
В 1976 году отправилась представлять страну на летних Олимпийских играх в Монреале — в парных рулевых четвёрках финишировала четвёртой, остановившись в шаге от призовых позиций.
В 1977 году на мировом первенстве в Амстердаме стала серебряной призёркой в одиночках, проиграла здесь титулованной немецкой спортсменке Кристине Шайблих.
На чемпионате мира 1978 года в Карапиро показала четвёртый результат в одиночках.
В 1979 году на мировом первенстве в Бледе в одиночной дисциплине была шестой.
Благодаря череде удачных выступлений удостоилась права защищать честь страны на Олимпийских играх 1980 года в Москве — в составе распашного четырёхместного экипажа, куда также вошли гребчихи с Марийка Модева, Гинка Гюрова, Рита Тодорова и рулевая Надя Филипова, в решающем финальном заезде пришла к финишу второй, уступив чуть больше секунды экипажу из Восточной Германии, и тем самым завоевала серебряную олимпийскую медаль.
После московской Олимпиады Велинова осталась в составе гребной команды Болгарии и продолжила принимать участие в крупнейших международных регатах. Так, в 1981 году она взяла бронзу в парных двойках на мировом первенстве в Мюнхене, где пропустила вперёд команды из СССР и ГДР.
В 1983 году на чемпионате мира в Дуйсбурге заняла шестое место в парных двойках.
Рассматривалась в числе основных кандидаток на участие в Олимпийских играх 1984 года в Лос-Анджелесе, однако Болгария вместе с несколькими другими странами социалистического лагеря бойкотировала эти соревнования по политическим причинам.
В 1985 году на чемпионате мира в Хазевинкеле в одиночках сумела квалифицироваться лишь в утешительный финал B и расположилась в итоговом протоколе соревнований на восьмой строке.
На мировом первенстве 1986 года в Ноттингеме стала четвёртой в зачёте парных двоек.
Находясь в числе лидеров болгарской национальной сборной, благополучно прошла отбор на Олимпийские игры 1988 года в Сеуле — на сей раз попасть в число призёров не смогла, показала в парных четвёрках четвёртый результат. Вскоре по окончании этих соревнований приняла решение завершить спортивную карьеру.